# Nive River (vattendrag i Australien, Queensland)
Nive River är ett vattendrag i Australien. Det ligger i delstaten Queensland, omkring 680 kilometer väster om delstatshuvudstaden Brisbane.
Omgivningarna runt Nive River är i huvudsak ett öppet busklandskap. Trakten runt Nive River är nära nog obefolkad, med mindre än två invånare per kvadratkilometer. Genomsnittlig årsnederbörd är 486 millimeter. Den regnigaste månaden är januari, med i genomsnitt 103 mm nederbörd, och den torraste är april, med 4 mm nederbörd.